# Коронель Уртечо, Хосе
Хосе Коронель-Уртечо (исп. José Coronel Urtecho; 28 февраля 1906, Гранада, Никарагуа — 19 марта 1994, Лос-Чилис, Алахуэла, Коста-Рика) — никарагуанский поэт, переводчик, эссеист, критик, новеллист, драматург, дипломат и историк. Считается никарагуанским классиком. В 1930-х был также известен в Латинской Америке как ярый сторонник фашизма. В 1977 стал членом Сандинистского фронта национального освобождения.

## Биография
Родился 28 февраля 1906 года в Гранаде, Никарагуа, в семье Мануэля Коронеля Матуса и Бланки Уртечо Авилес. Отец был влиятельным политиком, писателем и журналистом, занимая должности министра иностранных дел, управления, культуры и образования в правительстве президента Хосе Сантоса Селаи. В 1910 году, вскоре после изгнания Селаи и вторжения Соединенных Штатов в Никарагуа, Мануэль Коронель Матус скончался при невыясненных обстоятельствах. Существует несколько теорий его гибели: некоторые предполагают, что Матус был убит радикальными представителями Консервативной партии в результате политической борьбы после падения режима Селаи; другие теории, отвергаемые большинством историков, утверждают, что он совершил самоубийство.
Коронель-Уртечо получил образование в иезуитской школе Colegio Centro América, где опубликовал свои первые стихи и литературоведческие статьи. Влияние иезуитского католического образования стало значимым аспектом его мировоззрения, и он поддерживал связь с Обществом Иисуса на протяжении всей жизни. После окончания учебы семья переехала в Сан-Франциско, где Коронель-Уртечо познакомился с североамериканской поэзией и увлекся творчеством таких авторов, как Уолт Уитмен, Эдгар Аллан По и Эзра Паунд, произведения которых впоследствии перевел на испанский язык.
В 1927 году он вернулся в Гранаду и начал публиковаться в местной газете Nicaraguan Daily. Обладая утонченным чувством юмора и склонностью к бурлеску, в свои двадцать лет он опубликовал стихотворение «Ода Рубену Дарио», исполненное сарказма и выражающее разрыв с модернизмом. Несмотря на бунтарский тон, стихотворение сохранило традиционную лирику. Вскоре после этого он вместе с Луисом Альберто Кабралесом и Хоакином Пасосом Аргуэльо стал одним из основателей Литературного движения Авангарда, куда также вошли молодые никарагуанские писатели, такие как Маноло Куадра и Пабло Антонио Куадра. Движение активно развивалось с 1927 по 1933 год, оказав значительное влияние на литературу Никарагуа и обновив поэтические тенденции после многолетнего доминирования модернизма и влияния Рубена Дарио.
В 1928 году Коронель-Уртечо совместно с Кабралесом и Пасосом основал еженедельный журнал Semana, а также Criterio вместе со своим другом Дионисио Куадра Бенардом. Оба издателя впоследствии заключили браки с сестрами Марией и Элисой Каутц. Публикации в журналах и газетах стали значимым инструментом для распространения идей авангардистов. В последующие годы Коронель-Уртечо публиковал свои работы в этих и других изданиях, включая иезуитские журналы Revista del Pensamiento Centroamericano и Cuadernos Universitarios.

## Политическая деятельность
В 1934 году, в возрасте 28 лет, Коронель Уртечо основал Реакционное движение и газету La Reacción, через которую вместе с Движением авангардистов продвигал профашистские идеи и поддерживал вечное президентство Анастасио Сомосы Гарсии, основателя диктаторского режима. В публичном письме он обосновал концепцию постоянного правления Сомосы. В этом письме авангардисты настаивали на создании новой культуры, основанной на сочетании колониального и коренного наследия, а также предложили радикальное решение политического кризиса: отмену политических партий, народных выборов и введение единоличной власти президента.
В 1935 году Коронель был избран конгрессменом, в 1938 году — назначен заместителем министра образования, а в 1948 году — атташе по культуре в Нью-Йорке и Испании по поручению президента Романа Рейеса, дяди Сомосы.
В Испании Коронель Уртечо сблизился с писателем Луисом Росалесом и стал частью круга испанских авангардистов. Через них, а также через своих детей, он выразил политическую оппозицию Сомосе, что впоследствии повлияло на его идеологические взгляды и привело к отказу от первоначальных убеждений.
В 1959 году Коронель Уртечо оставил политику и дипломатию, вернувшись в леса на границе Никарагуа и Коста-Рики, где он жил с женой до конца жизни. В этот период он начал работать над историей Никарагуа и стал критиком администрации Сомосы, которая правила страной с 1934 года с его собственной поддержкой и поддержкой авангардистов.
Находясь на пенсии, Коронель продолжал литературную деятельность, лишь изредка посещая Манагуа и Сан-Хосе. В 1960 году он поддержал инициативу Общества Иисуса по созданию Universidad Centroamericana (UCA), первого частного католического университета в Центральной Америке. После его смерти университет назвал свою библиотеку в его честь, где были выставлены книги из личного собрания Коронеля, его рукописи и личные вещи.
Ферма его жены «Лас-Брисас» на реке Сан-Хуан стала популярным местом встреч интеллектуалов и журналистов. Район приобрел известность, когда в 1965 году племянник Коронеля, священник Эрнесто Карденаль, основал религиозное и культурное сообщество на архипелаге Солентинаме. Карденаль также оказал влияние на политические взгляды Коронеля Уртечо. В 1976 году на праздновании его 70-летия присутствовали выдающиеся писатели, включая Хулио Кортасара, который гостил у Карденаля.
В 1974 году, во время визита Коронеля в Манагуа, он был похищен Карлосом Фонсекой Амадором, лидером Сандинистского фронта. В ходе непродолжительного задержания Фонсека обсудил с ним политический кризис в Никарагуа и ответственность Коронеля за поддержку режима Сомосы, призвав его содействовать окончанию эпохи диктатуры. Этот разговор оказал на него глубокое влияние, и о нем стало известно лишь в 1986 году.
После победы Сандинистского фронта в 1979 году и свержения режима Сомосы Коронель Уртечо стал активным сторонником нового революционного правительства и его программы.
В последние годы жизни Хосе Коронель Уртечо посвятил себя чтению и литературному творчеству, живя в небольшом городке Лос-Чилес в Коста-Рике, неподалеку от никарагуанского города Сан-Карлос, административного центра региона реки Сан-Хуан. В 1992 году его жена Мария скончалась от рака легких, что стало для него тяжелым ударом. Ее смерть значительно подорвала физическое и эмоциональное состояние поэта; он сам называл ее своим «якорем на земле». На протяжении всей жизни Коронель Уртечо страдал от нервных срывов и психических расстройств, и однажды Мария даже была вынуждена переправить его через озеро, привязав к мачте лодки, чтобы доставить в клинику в Гранаде.
19 марта 1994 года Хосе Коронель Уртечо, чье творчество сегодня рассматривается как одно из наиболее значимых в центральноамериканской литературе XX века, скончался от рака кожи. Он и Мария покоятся вместе в Лос-Чилес, Коста-Рика.